# Ciclononan
Ciclononanul este un cicloalcan format dintr-o catenă cu nouă atomi de carbon. Formula sa moleculară este C9H18, iar formula empirică este CH2. 